# Coupe européenne de go
La Coupe européenne de go est une compétition de jeu de go qui se déroule dans toute l'Europe.
Des grands tournois européens s'inscrivent pour former une tournée européenne permettant aux meilleurs joueurs d'accumuler des points.
La valeur des points délivrés lors d'un tournoi est fonction de l'implication financière dudit tournoi ainsi que son importance sur la scène européenne.
La finale de l'épreuve se déroule lors du Tournoi de go de Paris lors du week-end de Pâques.

## Objectifs
L'objectif majeur de ce système est de permettre aux organisateurs d'un tournoi s'inscrivant à la coupe de pouvoir accueillir des joueurs européens parmi les plus forts lors de l'épreuve.
En échange, il est imposé une manière standard d'organiser les tournois inscrits à la coupe et de garantir des bonnes conditions de tournois.
D'autres impératifs sont la retransmission de parties sur internet (notamment via IGS-Pandanet lorsque la société était partenaire).

## Historique

### Fujitsu European Grand Prix

#### Historique
À l'origine de cette compétition, les organisateurs de la Coupe Fujitsu désiraient sélectionner des représentants européens pour leur championnat mondial se déroulant au Japon.

#### Tournois constitutifs
La première édition a été composée de 10 tournois :
- Bruxelles
- Göteborg
- Genève
- Londres
- Prague
- Paris
- Amsterdam
- Budapest
- Hambourg
- Varsovie

#### Participation
La participation des tournois à la Coupe est la suivante :
- Essen : 1990, 1994.
- Hambourg : 1989, 1992, 1993, 1995 à 1999.
- Hanovre : 1991.
- Linz : 1995.
- Velden : 1999.
- Vienne : 1990 à 1994, 1996 à 1998.
- Bruxelles : 1989, 1991 à 1999.
- Zagreb : 1998, 1999.
- Copenhague : 1991 à 1999.
- Barcelone : 1997 à 1999.
- Helsinki : 1990 à 1999.
- Paris : 1989 à 1999.
- Budapest : 1989 à 1999.
- Dublin : 1995 à 1999.
- Milan : 1992 à 1999.
- Amsterdam : 1989 à 1999.
- Varsovie : 1989 à 1999.
- Bucarest : 1994 à 1999.
- Kaliningrad : 1996.
- Kazan : 1995.
- Moscou : 1994, 1999.
- Petrosavodsk : 1997.
- Saint-Petersbourg : 1998.
- Belgrade : 1990, 1991, 1996 à 1999.
- Bratislava : 1995, 1996, 1998, 1999.
- Bled : 1993 à 1999.
- Göteborg : 1989 à 1999.
- Genève : 1989, 1990, 1992.
- Locarno : 1997.
- Zurich : 1993, 1994, 1995, 1996.
- Plzeň : 1993.
- Prague : 1989 à 1992, 1994 à 1999.
- Londres : 1989 à 1993, 1996 à 1999.
- Manchester : 1994, 1995.
- Kharkov : 1996, 1997.
- Kiev : 1998, 1999.
- Tournoi "Volga Boat" : 1990, 1991, 1992, 1993.
- "la Chaud de Fond" : 1991.

### Toyota - IGS-PandaNet European Go Tour

#### Historique
Le changement de formule et de sponsors s'effectue en 2000, la première saison se termine en 2001.
Une classification s'effectue entre les différents tournois :
- Finales : à Paris
- Majeur : Londres et Amsterdam par exemple
- autre;

#### Participation
- Hambourg : 2001 à 2007
- Velden : 2001, 2003, 2005, 2007
- Bruxelles : 2001 à 2007
- Zagreb : 2002, 2005
- Copenhague : 2003, 2006
- Barcelone : 2002, 2004, 2006
- Helsinki : 2002
- Tampere : 2005, 2007
- Paris : 2001 à 2007
- Budapest : 2002, 2004, 2006
- Dublin : 2003, 2006
- Milan : 2001, 2004, 2007
- Amsterdam : 2001 à 2007
- Varsovie : 2002, 2004, 2006
- Bucarest : 2001, 2002, 2005, 2007
- Moscou : 2001, 2004
- Saint-Petersbourg : 2006
- Belgrade : 2002, 2005
- Bratislava : 2002, 2006
- Košice : 2004
- Bled : 2001, 2002, 2005, 2007
- Göteborg : 2001, 2004, 2007
- Brno : 2003, 2004 à 2007
- Prague : 2001, 2002
- Londres : 2001 à 2007
- Kiev : 2003, 2006

### PandaNet Go European Cup

#### Historique
PandaNet est seul sponsor.

#### Participation
- Hambourg : 2008 à 2011
- Leipzig : 2008
- Vienne : 2010
- Bruxelles : 2009, 2011
- Banja Luka : 2008, 2009
- Višegrad : 2008
- Zagreb : 2009, 2011
- Barcelone : 2008, 2010, 2011
- Madrid : 2009 à 2011
- Helsinki : 2008 à 2011
- Tampere : 2008, 2009
- Lille : 2010
- Paris : 2008 à 2011
- Balatonfüred : 2009
- Budapest : 2010, 2011
- Dublin : 2008 à 2011
- Cormons : 2008, 2009, 2010
- Milan : 2010
- Amsterdam : 2008 à 2011
- Varsovie : 2008, 2010
- Bucarest : 2009
- Pitesti : 2011
- Moscou : 2008
- Saint-Petersbourg : 2010
- Kragujevac : 2009, 2010
- Bratislava : 2008
- Bled : 2009 à 2011
- Leksand : 2008, 2010, 2011
- Göteborg : 2009
- Zurich : 2009
- Brno : 2008 à 2011
- Pardubice : 2009 à 2011
- Istanbul : 2008 à 2011
- Londres : 2008 à 2011
- Kiev : 2008

### Coupe Européenne

#### Historique
PandaNet sponsorise désormais le Pandanet Go European Team Championship.

#### Participation
- Bochum : 2012
- Bruxelles : 2012
- Barcelone : 2012
- Tartu : 2012
- Paris : 2013
- Balatonfüred : 2012
- Budapest : 2012
- Dublin : 2012
- Pise : 2012
- Amsterdam : 2012
- Delft : 2012
- Nimergue : 2012
- Maribor : 2012
- Göteborg : 2012
- Leksand : 2012
- Zurich : 2012
- Brno : 2012
- Istanbul : 2012
- Londres : 2012